# Ксенобіологія
Ксенобіологія (КБ) — це підрозділ синтетичної біології, яка вивчає створення і управління біологічними пристроями та системами. Термін «ксенобіологія» походить від давньогрецького ξενος і означає «чужий, гість». Таким чином, КБ описує форму біології, (поки що) не знайому науці, і яка не зустрічається в природі. На практиці це означає нові біологічні та біохімічні системи, які відрізняються від канонічної системи ДНК-РНК-20 амінокислот (див. класичну центральну догму молекулярної біології). Наприклад, замість ДНК чи РНК, КБ досліджує аналоги нуклеїнових кислот, які називаються ксенонуклеїнові кислоти (КсНК), як носії інформації. Вона також досліджує розширений генетичний код і включення не-протеїногенних амінокислот в білки.

## Різниця між ксено- , екзо-, і астро-
«Астро» означає «зірка», а «екзо» означає «зовні». І екзо-, і астробіологія займаються пошуком життя, яке природно еволюціонувало у Всесвіті, в основному на інших планетах «Голдилок» зон (навколозіркових придатних для існування зон). В той час як астробіологи займаються виявленням і аналізом (гіпотетично) існуючого життя у Всесвіті, ксенобіологія докладає зусиль до розробки форм життя з іншою біохімією чи іншим генетичним кодом на планеті Земля.

## Цілі ксенобіології
- Потенціал ксенобіології полягає у можливості виявити фундаментальні знання про біологію і походження життя. Для того, щоб краще зрозуміти походження життя, необхідно знати, чому життя розвинулось від РНК до системи ДНК-РНК-білок і його універсального генетичного коду[5]. Була це еволюційна «випадковість», чи певні фактори виключили появу інших типів хімічних систем? Тестування альтернативних біохімічних «первинних бульйонів» може допомогти краще зрозуміти принципи, які породили життя в тому вигляді, в якому ми його знаємо зараз.
- Ксенобіологія — це підхід до розробки промислової виробничої системи з новими можливостями за допомогою створення посилених біополімерів та протидії патогенам. Генетичний код кодує у всіх організмах 20 канонічних амінокислот, які використовуються для біосинтезу білка. Іноді спеціальні амінокислоти, такі як селеноцистеїн, пірролізин чи селенометионін, можуть бути включені в білки в процесі біосинтезу у деяких організмів[6]. Використання додаткових амінокислот з понад 700 відомих біохімії дає можливість створити змінені білки з більш ефективними каталітичними чи фізичними функціями. Наприклад, метою проекта METACODE, який фінансується ЄС, є включення метатезиса (корисна каталітична функція, до цього часу невідома в живих організмах) в бактеріальні клітини. Інша причина, за якою КБ може поліпшити виробничі процеси, полягає у можливості зниження ризику зараження вірусом чи бактеріофагом у процесі культивації, оскільки КБ клітини будуть більш стійкими до зараження (підход, що називається «семантичне стримування»).
- Ксенобіологія надає можливість зпроектувати «генетичний брандмауер», нову систему біологічного стримування, яка може допомогти укріпити та диверсифікувати сучасні підходи до біо-стримування. Однією з проблем в традиційній генній інженерії та біотехнології є горизонтальне перенесення генів в навколишнє середовище і можливі ризики для здоров'я людини. Однією з основних ідей у КБ є розробка альтернативних генетичних кодів і біохімічних систем таким чином, що горизонтальне перенесення генів стає неможливим. Окрім того, альтернативні біохімічні системи також дозволяють створювати нових синтетичних ауксотрофів (організми, нездатні синтезувати певні органічні сполуки, необхідні для власного росту). Ціль їх створення полягає в тому, щоб сконструювати ортогональну біологічну систему, несумісну з природними генетичними системами[7].

## Науковий підхід
Ціллю ксенобіології є проєктування і створення біологічних систем, які відрізняються від своїх природних аналогів на одному або декількох основних рівнях. В ідеалі ці нові організми будуть відрізнятися у кожному можливому біохімічному аспекті, відбиваючи, таким чином, інший генетичний код. Довгострокова ціль полягає у створенні клітини, яка буде зберігати свою генетичну інформацію не в ДНК, але в альтернативному інформаційному полімері, який складається з КсНК, інших пар основ, з використанням неканонічних амінокислот та зміненого генетичного коду. На даний момент створено клітини, які включають лише одну або дві з цих функцій.

### Ксенонуклеїнові кислоти (КсНК)
Спочатку дослідження альтернативних форм ДНК було обумовлено питанням про те, як розвивалося життя на землі і чому РНК та ДНК були відібрані в процесі (хімічної) еволюції на відміну від інших можливих структур нуклеїнових кислот. Систематичні експериментальні дослідження, спрямовані на диверсифікацію хімічної структури нуклеїнових кислот, призвели до створення абсолютно нових інформаційних біополімерів. На даний момент синтезирований ряд КсНК на базі нових хімічних основ чи мотивів ДНК, наприклад: гексозонуклеїнова кислота (ГНК), треозонуклеїнова кислота (ТНК), глікольнуклеїнова кислота (ГлНК), циклогексенілнуклеїнова кислота (ЦНК). Включення КсНА в плазміди з використанням трьох кодонів ГНК відбулося у 2003 році. Ця КсНК використовується in vivo (E. coli) як матриця для синтезу ДНК. В це дослідження, яке використовувало подвійну (G/T) генетичну касету і дві основи, які не входять до складу ДНК (Hs/U), було включено також ЦНК. ГлНК на даний момент є занадто чужорідною для природної біологічної системи, щоб бути шаблоном для синтезу ДНК. Розширені основи, які використовують природний каркас ДНК, можуть також бути транслітеровані в природну ДНК, хоча і в більш обмежному ступені.

### Розширений генетичний алфавіт
В той час як різноманітні КсНК мають модифіковані каркаси, інші експерименти націлені на заміну чи розширення генетичного алфавіту ДНК з використанням неприродних пар основ. Наприклад, була розроблена ДНК, яка замість чотирьох стандартних основ А, Т , G і C має шість основ: А, T , G , C, і дві нові: P і Z (де Z означає 6-аміно-5-нітро3 -(l'-Pd-2'-деоксирибофуранозил)-2(1Н)-пирідон, а P означає 2-аміно-8-(1-бета-D-2'-деоксирибофуранозил)імідазо[1,2-а]-1,3,5-триазин-4(8Н)). Леконт та ін. перевірили стійкість 60 основ-кандидатів (отримавши близько 3600 пар основ) для можливого включення до ДНК.

### Нові полімерази
Ані КсНК, ані неприродні основи не розпізнаються природними полімеразами. Однією з основних проблем є знаходження чи створення нових типів полімераз, які будуть в змозі копіювати ці нові конструкції. В одному випадку було виявлено, що модифікований варіант ВІЛ-зворотньої транскриптази здатен до ПЦР-ампліфікації олігонуклеотида, який містить пару основ третього типу.
Піньєро та ін. (2012) продемонстрували, що метод полімеразної еволюції і дизайна сприяв збереженню і відновленню генетичної інформації (менше ніж 100 пар основ довжиною) від шести альтернативних генетичних полімерів, основаних на простих нуклеїнових кислотах, які не зустрічаються в природі.

### Розробка генетичного коду
Однією з цілей ксенобіології є переписати універсальний генетичний код. Найбільш перспективним підходом для зміни коду є переназначення кодонів, які рідко використовуються чи не використовуються взагалі.
В ідеальному випадку генетичний код збільшується на один кодон, таким чином звільняючись від своєї попередньої функції і переключаючись на кодування неканонічної амінокислоти (нкАК) («розширення коду»). Оскільки ці методи складні в реалізації, існує можливість використання більш коротких шляхів («розробка коду»), наприклад у ауксотрофних щодо специфічної амінокислоти бактерій, які в експерименті отримують ізоструктурні аналоги замість канонічних амінокислот. В цій ситуації канонічні амінокислотні залишки в нативних білках заміщуються на нкАК. Можливе також введення декількох різних нкАК в один і той же білок. Нарешті, набір з 20 канонічних амінокислот може бути не тільки розширений, але також і зменшений до 19.
Специфічність кодону може бути змінена за допомогою переназначення пари транспортна РНК (тРНК)/аміноацил тРНК-синтетаза. Клітини, які містять такі аміноацил-тРНК синтетази, таким чином, здатні прочитати послідовності мРНК, нечитабельні для існуючої системи генної експресії. Зміна кодону: пари тРНК синтетази можуть сприяти включенню в білки неканонічних амінокислот in vivo.
В минулому переназначення кодону в основному відбувалося в обмеженому масштабі. Однак у 2013 році Фаррен Айзекс і Джордж Черч з Гарвардського університету повідомили про заміну всіх 314 TAG стоп-кодонів геному E. coli на синонімічні кодони ТАА, тим самим продемонструвавши, що масові заміни можуть бути проведені в штамах висшого порядку зі збереженням життєздатності штаму. Після успіху цієї заміни кодонів автори продовжили роботу і перепрограмували 13 кодонів по всьому геному, які безпосередньо торкаються 42 основних генів.
Ще більш радикальними змінами в генетичному коді є зміни триплетного кодону на квадриплетний і навіть пентаплетний кодони, які були проведені Сисидо в безклітинних системах, і Шульцем в бактеріальних клітинах. Нарешті, неприродні пари основ можуть бути використані для введення в білки нової амінокислоти.

### Направлена еволюція
Заміна ДНК на КсНК може бути також виконана іншим шляхом, а саме шляхом зміни навколишнього середовища замість генетичних модулів. Цей підхід успішно продемонстрували Марльєр і Мютцель: вони створили штам E. coli, ДНК якого складається зі стандартних A, C і G нуклеотидів, але також має синтетичний аналог тиміну — 5-хлорурацил — у відповідних місцях ДНК послідовності. Ріст цих клітин в подальшому залежить від 5-хлорурацилу, який надходить ззовні, але в іншому вони виглядають і поводять себе, як звичайний штам E. coli. Цей підхід, таким чином, встановлює два бар'єри для будь-якої взаємодії з іншими бактеріями, оскільки штам є ауксотрофним для неприродної хімічної сполуки, і містить форму ДНК, яка не може бути розшифрована іншими організмами.

## Біобезпека
Ксенобіологічні системи призначені для надання ортогональності природним біологічним системам. Гіпотетичний організм, який містить КсНК, інші пари основ і полімерази, та має змінений генетичний код, навряд чи буде в змозі взаємодіяти з природними формами життя на генетичному рівні. Таким чином, ці ксенобіологічні организми являють собою генетичний анклав, який не може обмінюватися інформацією з природними клітинами. Зміна генетичного апарату клітин призводить до семантичного стримування. По аналогії з обробкою інформації в ІТ, ця концепція безпеки називається «генетичний брандмауер». Концепція «генетичного брандмауера» може подолати низку обмежень попередніх систем безпеки. Перші експериментальні докази цієї теоретичної концепції були отримані в 2013 році зі створенням «геномно перекодованого організму» (ГПО). В цьому організмі всі відомі UAG стоп-кодони в E.coli були замінені на UAA кодони, що дозволило переназначити функцію трансляції кодону UAG. ГПО продемонстрував підвищену стійкість до бактеріофага Т7, показуючи таким чином, що альтернативні генетичні коди дійсно зменшують генетичну сумісність. Цей ГПО, однак, так само дуже схожий на свого природного попередника і не може розглядатися як «генетичний брандмауер». Можливість переназначення функцій великої кількості триплетів робить можливим розробку штамів, які поєднують КсНК, нові пари основ, нові генетичні коди і т.і., та які не можуть обмінюватися жодною інформацією з природним біологічним оточенням.
В той час як «генетичний брандмауер» може реалізувати семантичні механізми стримування в нових організмах, нові біохімічні системи так само повинні бути досліджені по відношенню до нових токсинів і ксенобіотиків.

## Управління і регуляторні питання
Ксенобіологія може бути складним питанням для нормативно-правової бази, оскільки на даний момент закони і директиви регулюють питання про генетично модифіковані організми, але безпосередньо не згадують хімічно чи геномно модифіковані організми. Беручи до уваги, що в реальності ксенобіологічні організми в найближчі роки не очікуються, законодавство має деякий час для підготовки до майбутніх змін на рівні управління. Починаючи з 2012 року, політичні радники в США, чотири національних комітети з біобезпеки в Європі, і Європейська організація молекулярної біології відмітили дану тему як майбутню проблему управління.